# 珠寶大盜：神偷出馬
《珠寶大盜：神偷出馬》（英語：Jewel Thief – The Heist Begins）是一部2025年印度印地語劫盜動作驚悚片，由庫基·古拉蒂（Kookie Gulati）及羅比·貴瓦（Robbie Grewal）執導，悉達·阿南德與瑪姆塔·阿南德（Mamta Anand）的馬夫利克斯影業（Marflix Pictures）製作。本片講述一名機智的珠寶大盜被迫被偷取珍貴的非洲紅寶石，隨著計劃的進行，團隊間各懷鬼胎並伺機而動。主演陣容包括賽伊夫·阿里·罕、贾德普·赫拉华特、妮基塔·杜塔及庫納爾·卡浦爾。
本片2025年4月25日由Netflix採串流發行。

## 劇情
珠寶大盜雷漢·羅伊與醫生父親斷絕關係後，周遊列國，並繼續對各種昂貴寶物下手，印度特勤部隊警官維克拉姆·帕特爾緊追其後。雷漢躲在布達佩斯，弟弟阿維時隔三年後找上門來，得知自家診所遭印度藝術收藏家拉詹·奧拉克設局，導致雷漢前往印度與拉詹談判。
拉詹要雷漢去偷取加穆努王子巡迴展出的非洲紅寶石「赤日」（Red Sun），並在策畫行動期間與自己住在一起。雷漢結識了拉詹之妻法拉，對方恐懼著拉詹；兩人成為了朋友，雷漢發誓要讓她從拉詹的魔掌中救出。拉詹聯絡了與自己過去不快的黑幫老大穆薩，打算將寶石賣給對方並平分報酬，但此事被雷漢察覺。維克拉姆等人察覺雷漢將從孟買的一間藝術館偷走赤日，於是放任雷漢在行動當天進入建築內，試圖將對方當場逮捕；但雷漢認定行動失敗，並從維克拉姆的手中逃脫。
雷漢要拉詹再給自己一個機會，計劃在加穆努王子將赤日帶出國時，從飛機上將其偷走。雷漢對王子的私人飛機動手腳，使心急的王子被迫搭上民航機，雷漢、拉詹、法拉以及拉詹的手下薩利姆登上飛機，威脅機長將飛機降落在伊斯坦堡。雷漢及拉詹成功打開保險庫，得手寶石，並在飛機降落後利用地道逃脫。維克拉姆和土耳其警方追捕落空。拉詹隨即將赤日交給穆薩，穆薩與買家一起將其鑑定。
在拉詹的伊斯坦堡豪宅，拉詹打算解決掉雷漢，但雷漢下毒殺死了薩利姆。雷漢向拉詹透露，自己策劃了整場行動，私下成功將赤日掉包，使穆薩拿到了贗品。憤怒的拉詹與雷漢大打出手，但最終輸給雷漢。待穆薩找上門時，心灰意冷的拉詹引爆了房子，與穆薩同歸於盡。雷漢得手了真正的赤日，並在拉詹死前讓他簽屬了轉帳文件，解決了自家診所的財務問題。
最後，雷漢與法拉相聚，計劃下一樁劫盜案，維克拉姆則仍未放棄追捕。片尾暗示了名為《神偷再現》（The Heist Continues）的續集。

## 演員
- 賽伊夫·阿里·罕飾演雷漢·羅伊（Rehan Roy）
- 贾德普·赫拉华特飾演拉詹·奧拉克（Rajan Aulakh）
- 妮基塔·杜塔（英语：Nikita Dutta）飾演法拉（Farah）
- 庫納爾·卡浦爾（英语：Kunal Kapoor (actor, born 1977)）飾演維克拉姆·帕特爾（Vikram Patel）
- 庫爾布尚·卡爾班達（英语：Kulbhushan Kharbanda）飾演賈揚特·羅伊（Jayant Roy）
- 加甘·阿羅拉（英语：Gagan Arora）飾演阿維·羅伊（Avi Roy）
- 洛伊通巴姆·多倫德拉·辛格（Loitongbam Dorendra Singh）飾演阿尼斯·穆薩（Anees Moosa）
- 沙紀·修德瑞（英语：Shaji Choudhary）飾演薩利姆·米斯蒂（Salim Misti）
- 蘇米特·古拉蒂（Sumit Gulati）飾演胖肥（Chunky）
- 梅娜·薩胡（Meenal Sahu）飾演妮基·塔內賈（Nikki Taneja）
- 阿亞茲·罕（英语：Ayaz Khan）飾演曼尼許·阿克沙（Manish Ashar）
- 維奈·夏馬（Vinay Sharma）飾演謝卡（Shekhar）
- 科利·奇爾喬特·辛格（Chirjot Singh Kohli）飾演高拉夫·查達（Gaurav Chaddha）
- 彼得·穆克斯卡·曼努埃爾（Peter Muxka Manuel）飾演加穆努王子（Prince Gamunu）

## 外部連結
- 互联网电影数据库（IMDb）上《珠寶大盜：神偷出馬》的资料（英文）
- 在Netflix上觀看《珠寶大盜：神偷出馬》